# Bingo Smith
Pour les articles homonymes, voir Smith.
Robert Smith, dit Bingo Smith, né le 26 février 1946 à Memphis, Tennessee et mort le 26 octobre 2023, est un joueur professionnel américain de basket-ball de NBA, entre 1969 et 1980.

## Biographie
Il évolue au poste d'arrière/ailier pour les San Diego Rockets (1969-70), les Cleveland Cavaliers (1970-1979) et les San Diego Clippers (1979-80). Il aide les Cavaliers à remporter le titre de la Division Central en 1975-76.
Il est drafté par les San Diego Rockets en 1969, puis sélectionné par les Cavaliers lors de la draft d'expansion en 1970.
En 11 saisons, il joue 865 rencontres et 22 407 minutes, pour un pourcentage de 44,9 % de réussite aux tirs (4 776/10 642), 79,8 % de réussite aux lancers-francs (1 307/1 637), 3 630 rebonds, 1 734 passes décisives et 10 882 points.
Son maillot numéro 7 est retiré par les Cleveland Cavaliers en 1979.
Il est intronisé au « Athletics Hall of Fame » de l'Université de Tulsa en 1984.